# 梨雲春思
〈梨雲春思〉古琴曲，琴歌。在《天闻阁琴谱》、《琴学心声谐谱》、《二香琴谱》、《裛露軒琴譜》中都收录了这曲琴曲。全曲由十个部分组成分别为鵲橋仙、點絳唇、好事近、畫堂春、少年遊、風中柳、謁金門、醉花陰、一剪梅、千秋歲。

## 外部連結
- YouTube上的〈梨雲春思〉，龔琳娜演唱、林晨、王華演奏